# カルバセフェム

カルバセフェムのひとつであるロラカルベフ

カルバセフェム（英：Carbacephem）は、セフェムであるセファロスポリンの構造を基にした合成抗生物質の一群である。セフェムに類似するが、硫黄が炭素に置換されている。
細胞壁の合成を阻害することで、細菌の分裂を阻害する。